# Koldioxidlagring från biomassa
Koldioxidlagring från biomassa eller BECCS från engelskans Bio-energy with carbon capture and storage, är en åtgärd som skapar minusutsläpp eller kolsänkor, även kallat negativa utsläpp av växthusgasen koldioxid, genom att kombinera användning av biomassa med Geologisk koldioxidlagring. Detta syftar till att sänka halten av koldioxid i atmosfären för att hejda den globala uppvärmningen. Tekniken innebär att koldioxid från punktutsläpp såsom etanolfabriker, pappersmassabruk eller bioeldade kraftverk, infångas och lagras i underjorden. BECCS är en teknik som för bort koldioxid från atmosfären, i likhet med teknikerna biochar och direkt luftinfångning (direct air capture) via artificiella träd. 
I delstaten Illinois i USA finns världens första storskaliga BECCS-anläggning, där bland annat det svenska företaget Biorecro deltar. Sedan den 4 november 2011 lagras där 300 000 ton koldioxid per år. År 2013 kommer denna kapacitet att ha byggts ut till 1 000 000 ton per år.
BECCS har i FN:s klimatpanel IPCC:s fjärde utvärderingsrapport pekats ut som en viktig metod för att nå viktiga klimatmål. Royal Society i London har uppskattat att tekniken kan åstadkomma minusutsläpp som motsvarar en minskning med ca 50 – 150 ppm koldioxid i atmosfären. Internationella energirådet (IEA) hävdar i sitt BLUE Map Scenario – vilket är ett klimatscenario där nödvändiga globala utsläppsminskningar kartläggs – att vi år 2050 behöver mer än 2,4 miljarder ton (2,4 gigaton) negativa koldioxidutsläpp per år med hjälp av BECCS. Andra forskare har dock varnat för att den tilltro som idag tillskrivs denna oprövade teknik kan komma att underminera andra former av utsläppsminskningar och därmed leda till mer omfattande klimatförändringar.
I december 2012 offentliggjorde Naturvårdsverket en rapport om Sveriges långsiktiga klimatstrategier. I rapporten framhålls betydelsen av koldioxidlagring från biogena utsläppskällor, för att Sverige skall kunna nå noll i nettoutsläpp år 2050.

## Minusutsläpp

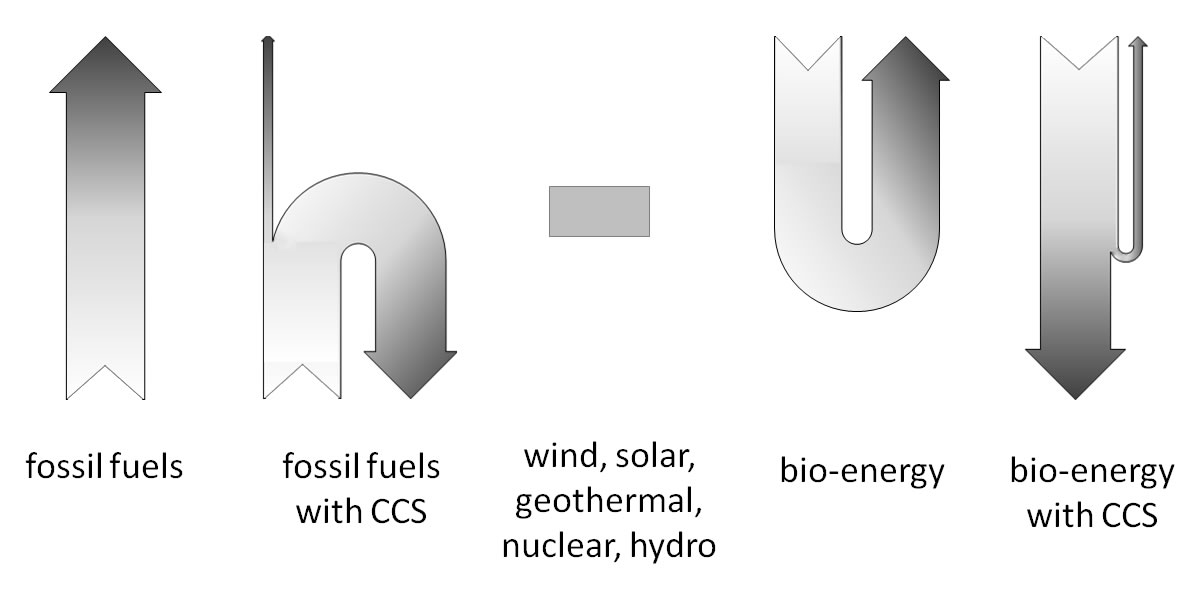
Schematiskt kolflöde för olika energisystem.

Den största fördelen med BECCS är möjligheten att skapa minusutsläpp av koldioxid. Genom att fånga in och lagra koldioxid från bioenergikällor bortförs koldioxid från atmosfären.
Biomassa som skog eller spannmål fungerar som kolsänka under dess tillväxt. Den utgör en förnyelsebar energikälla i t.ex. bioeldade kraftvärmeverk. I olika industriella processer förbränns biomassa, eller bryts ner på annat sätt, varvid den bundna koldioxiden återgår till atmosfären. Det utgör en del av kolets kretslopp, den naturliga kolcykeln. Användandet av biomassa som material- eller energikälla innebär i princip att ingen koldioxid tillförs atmosfären. Beroende på hur biomassan odlats, och hur den transporterats och processats kan detta påstående behöva modereras från fall till fall, se nedan under miljömässiga överväganden.
Koldioxidlagring syftar till att förhindra tillförsel av koldioxid till atmosfären för att istället lagra den geologiskt i lämpliga underjordiska formationer. Koldioxid som bundits i biomassa kommer inte endast från bioeldade kraftvärmeverk, utan även från pappersmassafabriker och vid produktion av biodrivmedel som biogas och bioetanol. BECCS-teknologin kan även tillämpas på dessa industriella processer.
Man hävdar att koldioxid binds i geologiska formationer för mycket lång tid genom BECCS-teknologin, medan ett träd till exempel endast binder koldioxiden under dess livstid. I den rapport som IPCC sammanställt rörande CCS-teknologin förutspår man att mer än 99 % av koldioxiden som lagrats geologiskt med mycket stor sannolikhet kommer att stanna kvar mer än 1000 år. Troligtvis kommer den därefter att ligga kvar i miljontals år, på samma sätt som olja och naturgas gjort under tiotals miljoner år. När man jämför med andra möjligheter att skapa kolsänkor som t.ex. lagring i haven, i växande träd eller i marken, uppvisar BECCS en betydligt mer bestående lagringskapacitet.
Den mängd koldioxid som redan släppts ut antas vara för stor för att vi ska kunna nå tillräckligt låga koldioxidhalter, om den endast ska absorberas genom konventionella sänkor som träd eller jord och mark. Även med de mest ambitiösa, dvs låga utsläppsmålen, kommer avsevärda utsläpp av koldioxid att ske under innevarande århundrade, detta, utöver den mängd som redan ackumulerats i atmosfären. BECCS har mer och mer kommit att uppfattas som en teknologi som kan vända den nuvarande utsläppstrenden och istället skapa ett globalt system av minusutsläpp. Detta skulle inte bara medföra att utsläppen blev noll, utan negativa, så att den absoluta halten av koldioxid i atmosfären kunde börja minska.

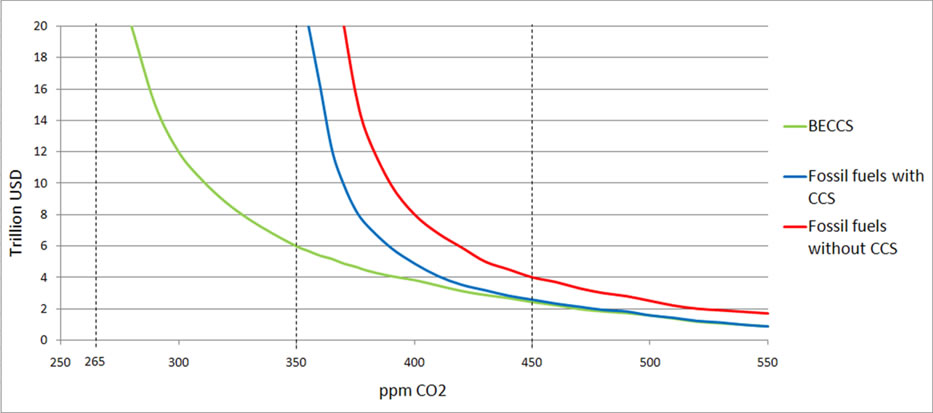
Uppskattad kostnad för att nå 350 ppm- respektive 450 ppm-klimatmålen till 2100. 265 ppm betecknar förindustriell atmosfärisk koldioxidnivå.

## Tillämpningar
| Källa                | Koldioxidkälla | Sektor   |
| -------------------- | --- | -------- |
| Elkraftverk          | Förbränning av biomassa eller biodrivmedel i gasturbingeneratorer orsakar CO2-utsläpp | Energi   |
| Värmekraftverk       | Förbränning av biobränsle för värmeproduktion genererar koldioxidutsläpp som en biprodukt. Oftast använt för fjärrvärme. | Energi   |
| Pappersmassafabriker | - Koldioxid producerad i sodapannor - Koldioxid producerad i mesaugn - Vid förgasningstekniker produceras koldioxid under förgasningen av svartlut och biomassa. - Stora mängder koldioxid släpps även ut vid förbränningen av syntesgas, en förgasningsprodukt, i kombikraftverk. | Industri |
| Etanolproduktion     | Fermentering av biomassa, såsom rörsocker, vete eller majs avger koldioxid som en biprodukt. | Industri |
| Biogasproduktion     | Vid uppgradering av biogas separeras koldioxid från metan för att åstadkomma en renare gas. | Industri |

## Tekniken
Tekniken för koldioxidinfångning från biomassa är huvudsakligen densamma som för infångning från fossila bränslekällor. Generellt finns det tre olika teknologier: post-combustion, pre-combustion, och oxy-fuel combustion.

## Kostnad
Den hållbara tekniska potentialen för negativa utsläpp med BECCS uppskattas till 10 gigaton koldioxidekvivalenter årligen, men en ekonomisk potential för upp till 3,5 gigaton koldioxidekvivalenter årligen till en kostnad på mindre än 50 € per ton, och upp till 3,9 gigaton koldioxidekvivalenter årligen till en kostnad på mindre än 100 € per ton.

## BECCS i Sverige
Enligt flera rapporter finns det mycket stor potential för BECCS i Sverige, framförallt på grund av ett stort antal pappersmassabruk längs de svenska kusterna, från vilka koldioxid kan skeppas till norska lagringsfält i Nordsjön.  Om BECCS-tekniken utnyttjades fullt ut skulle Sverige årligen kunna producera 27,5 miljoner ton minusutsläpp. Detta kan jämföras med hela transportsektorn som släpper ut cirka 21 miljoner ton i dagsläget. Enligt en regeringsproposition som lades fram i mars 2012 (Regeringens proposition 2011/12:125) är kostnaden för BECCS i Sverige lägre än den nuvarande koldioxidskatten, 700–900 kronor per ton för BECCS jämfört med mer än 1000 kronor per ton i nuvarande koldioxidskatt. Under 2019 kommer Stockholm Exergi att installera en testanläggning för koldioxidlagring vid Värtaverket i Stockholm. En fullskalig anläggning beräknas kunna fånga in 800 000 ton koldioxid per år.

## Klimatförhandlingarna och BECCS
Tidigare har koldioxidlagring inte ingått som en utsläppsreduktionsmekanism via varken Clean Development Mechanism (CDM) eller projekt för s.k. Joint Implementation (JI). Stödet för att inkludera fossil CCS och BECCS i protokollet har ökat på senare år och det har genomförts vetenskapliga utredningar kring hur BECCS kan inkluderas. På klimattoppmötet COP-17 i Durban blev koldioxidlagring godkänt inom CDM-systemet.

## Miljömässiga överväganden
Vissa av de miljömässiga överväganden och andra frågeställningar som gäller en storskalig utbredning av BECCS-system är desamma som för fossil CCS. En stor del av kritiken som riktas mot CCS pekar på att vi riskerar ett ökat beroende av icke förnybara fossila bränslen och miljöskadande kolbrytning. Denna kritik träffar inte BECCS som enbart bygger på förnybar biomassa. Det finns andra överväganden och miljömässiga aspekter som innefattar BECCS och som handlar om en eventuell ökning av användandet av biobränslen.
Produktion av biomassa bör uppfylla en rad hållbarhetskriterier. Det gäller främst tillgången till och användandet av odlingsbar jord, i konkurrens med produktionen av mat. Färskvattenanvändandet är en viktig aspekt, liksom eventuell förlust av biodiversitet, och åtgången av fosfor. Det är viktigt att säkerställa att biomassan framställs och används på ett sådant sätt att den optimerar både energi- och klimatnyttan. Vissa föreslagna scenarier med storskaligt utbyggd BECCS-teknik har kritiserats för att kräva alltför omfattande resurser av ny biomassa. Sådana system kan också medföra andra bieffekter. I nuläget finns dock inget behov att utvidga användandet av biobränslen inom industriella tillämpningar eller för energiframställning för att skapa BECCS-system. Redan idag finns det tillräckligt stora punktkällor av koldioxid från biomassa i industriella tillämpningar som kan användas för en utbyggnad av BECCS-tekniken. För kommande bioenergisystem kan det här bli en viktig aspekt att ta hänsyn till, när man vill bygga ut systemen ytterligare.
BECCS-processen innebär att koldioxid samlas in direkt från atmosfären, i stället för från ett fossilt bränsle, och lagras permanent. Det betyder att eventuella utsläpp från lagringen kan samlas in igen och återlagras, genom att helt enkelt upprepa BECCS-processen. Det kan man inte göra med den traditionella CCS-tekniken, eftersom koldioxid som släpps ut till atmosfären aldrig kan återlagras genom förbränning av ännu mer fossila bränslen, inte ens när CCS-system är installerade på dem.